# Товстенський замок (Товстенська громада)
Товстенський замок — втрачена оборонна споруда в смт Товстому Товстенської громади Чортківського району Тернопільської области України.

## Відомості
У XV ст. в Товстому збудовано дерев'яний замок з рукотворними валами, які оточувала річка Дупа та її притоки.
У XVI ст. з виручених прибутків від ярмарків споруджено трикутний мурований замок із деякими первісними валами від попередньої споруди. В середині XVII ст. замок розграбували та осіли в ньому козаки Хмельницького.
У 1649 році фортецю зруйнували поляки. Після руйнувань її не відновлювали, згодом розібрали на будівельні матеріали. До середини ХІХ ст. вціліла лише надбрамна вежа, яку зруйнували під час Першої світової війни в 1915 році.